# Phytoecia dantchenkoi
Phytoecia dantchenkoi là một loài bọ cánh cứng trong họ Cerambycidae.